# Hemmansklyvning
Hemmansklyvning kallades i äldre tider en fastighetsombildning där en jordbruksfastighet delades upp i en eller flera delar. Varje del blev en självständig enhet. Hemmansklyvningen var en naturlig följd av att fadern dött och sönerna skulle dela på arvet. Delningen kunde också bli konsekvensen när en areal av egendomen getts bort eller sålts. 1494 förbjöds hemmansklyvningen – en alltför liten enhet blev inte fullsutten och kunde inte beskattas. Förbudet gick att kringgå genom inofficiell klyvning sämjedelning. Alla fick då bo kvar på samma gård. 
Utvecklingen tvingade fram nyodlingar, som framför allt kom till stånd under fredsperioden i slutet av 1600-talet. Klyvningsförbudet ”lades i träda”, och de nya större egendomarna kunde delas ända upp till fyra enheter med bevarad fullsuttenhet. I viss utsträckning fanns förbudet kvar fram till slutet av 1800-talet.